# Liste des villes de la Province orientale
Pour un article plus général, voir Province orientale (République démocratique du Congo).
Au sens légal en vigueur en République démocratique du Congo, la Province orientale (supprimée en 2015) ne comportait qu'une seule ville :

Situation de la province en RDC avant son démembrement en 2015.

- Kisangani

Autres localités et territoires :  
- Aba
- Ango
- Aru
- Bambumines
- Bili
- Biringi
- Boga
- Bunia
- Dingila
- Doruma
- Drodro
- Dungu
- Fataki
- Isangi
- Isiro
- Kabondo
- Lagbo
- Logo
- Lolwa
- Lubunga
- Mambasa
- Mandima
- Mongbwalu
- Niangara
- Nyankunde
- Nyarambe
- Opala
- Pawa
- Poko
- Rethy
- Tchomia
- Ubundu
- Yabaondo
- Yakusu
- cité Yangambi
- Wamba
- Watsa